# Поэма о море
«Поэма о море» — советский цветной художественный фильм по сценарию кинорежиссёра и писателя Александра Довженко. Завершён женой и сподвижником автора — Юлией Солнцевой в 1958 году. Киноэпопея повествует о создании одного из крупнейших сооружений СССР — Каховской ГЭС.
Фильм получил ряд наград на Всесоюзном и международных кинофестивалях. Александр Довженко, за создание сценария, был посмертно удостоен Ленинской премии (1959).
Лента стала дебютом в кино для актрисы Нины Сазоновой. Роль Кобзаря сыграл Иван Козловский.

## Сюжет
Возвращаясь после долгой разлуки в дорогие сердцу места, генерал Федорченко (Борис Ливанов) вспоминает, как много лет назад он покидал родное село. Мать и председатель колхоза уговаривали его остаться, но юношу манили другие дали. Точно так же, невзирая на увещевания близких, устремлялись на учёбу и работу в большие города его бывшие одноклассники.
Дорога домой лежит через Новую Каховку — молодой город, живущий грядущим пуском Каховской гидроэлектростанции. Прибыв в село, Федорченко узнаёт, что возведение ГЭС оставило колхоз без рабочих рук: почти все выпускники местной школы отправились на большую стройку. Следующим открытием для генерала становится известие, что одновременно с ним в село начали съезжаться люди, не бывавшие здесь несколько десятилетий. Среди них — известный архитектор, полярный исследователь, летчик, писатель, заместитель министра, шесть полковников. Спустя годы они не сразу узнают друг друга; все взволнованы встречей.
Этот съезд земляков не случаен. Собрав всех прибывших на площади, председатель колхоза Савва Зарудный (Борис Андреев) объявляет, что село, имеющее давнюю и богатую историю, доживает последние дни. Оказавшись в зоне затопления, оно с пуском станции уйдёт на дно. Исчезнут белёные хаты, вишнёвые сады, клуб, школа, могилы дедов и прадедов. На их месте появится море. Для того чтобы люди могли последний раз увидеть родные хаты, Зарудный написал десятки писем и вызвал в село тех, кто когда-то его покинул.

## История фильма
Я искренне приняла в своё сердце всё то, что было близко и дорого украинскому художнику, и с огромной радостью стала работать над его всегда взволнованными, всегда наполненными ощущением ветра и моря, ощущением огромности и нужности жизни вещами.
Александр Довженко начал работать над своим последним сценарием, будучи уже серьёзно больным. В письме, адресованном прозаику Юрию Смоличу (октябрь 1956), режиссёр благодарил товарища за замечания и признавался, что сил на серьёзную переработку отдельных эпизодов ему не хватает:
Знаю я, что над морем надо ещё много работать. И если хватит мне времени, и вечер мой будет тихий и долгий, я сделаю ещё много приятного, а пока извини.
В ту пору в дневнике Довженко появляется запись: «Тяжело мне жить. Годами смотреть, как закапывают меня живым в землю…» Сценарий был завершён, но приступить к работе над фильмом режиссёр не успел: он скончался в канун первого съёмочного дня.
После смерти мужа Юлия Солнцева решила снять «Поэму о море», несмотря на то, что её самостоятельный режиссёрский опыт был не слишком велик. Получить право на постановку удалось не сразу; Солнцеву, по воспоминаниям редактора «Мосфильма» Эллы Корсунской, «долго гоняли из кабинета в кабинет».
К усилиям Солнцевой по сохранению творческого наследия мужа кинематографическое сообщество относилось по-разному. Одни видели в них попытку стать «Довженко сегодня», другие были благодарны за «труд поистине титанический».

## Съёмки
Художник Александр Борисов, на момент съёмок дебютант, вспоминал об этой работе как о сложнейшей в его фильмографии с технической точки зрения. Стояла задача затопить 300 гектаров человеческого жилья — два села со всеми постройками. В работе принимали участие инженеры-гидростроители. Для съёмок рассчитали и возвели плотину, построили дамбу.

## Рецензии и отзывы
Выход «Поэмы о море» стал серьёзным испытанием не только для Юлии Солнцевой, но и для редакции журнала «Искусство кино». Первые рецензии, опубликованные на страницах издания, были положительными: о фильме тепло отозвались поэты Алексей Сурков и Николай Тихонов, режиссёры Сергей Герасимов, Лео Арнштам и Григорий Александров, писатели Леонид Соболев и Дмитрий Зорин, сценарист Евгений Андриканис. Авторы публикаций отмечали «эпохальность» картины, её лирическую направленность и новаторский подход. Особняком стояла рецензия кинокритика Якова Варшавского, в которой не только признавались достоинства «Поэмы…», но и фиксировались отдельные недочёты; так, переходы от реалистичных сцен к анимационным показались автору неубедительными, а образ директора стройки (Михаил Царёв) покоробил своей «резонерской абстрактностью».
Проблемы в журнале начались после того, как писатель Виктор Некрасов прислал редактору Людмиле Погожевой статью, в которой противопоставил «Поэму о море» другой картине — «Двум Фёдорам» Марлена Хуциева. Симпатии автора были на стороне фильма Хуциева; к тому же «Поэму о море» Некрасов опрометчиво назвал лентой Довженко.
Поэма»… с её тяготением к монументальным формам «большого стиля» показалась писателю явлением безнадежно архаичным, принадлежащим прошлому — предпочтение отдавалось неброской правде и естественной интонации. В искусстве ценность «отдельной» личности начала брать верх над «государственными соображениями».
«Искусство кино» опубликовало рецензию Некрасова, создав повод для читательской полемики. Однако дискуссия не состоялась: сразу после выхода статьи Погожева была приглашена в идеологический отдел ЦК КПСС; партийные функционеры заявили редактору, что публикация является «чуть ли не антисоветской, клевещущей не только на строителей рукотворного моря, но и на весь советский народ». Впоследствии киновед Олег Ковалов назвал статью Некрасова «программным манифестом» редакции.
Споры о том, как выглядела бы «Поэма о море», если бы Довженко довёл свой проект до конца, продолжались долго. Кинокритик Михаил Сулькин убеждён, что режиссёр вряд ли выпустил бы в свет «такое холодное, помпезное зрелище». Киновед Армен Медведев, напротив, считает, что фильм стал «своеобразным каталогом того, что впоследствии развивал наш кинематограф». Режиссёр Андрей Кончаловский, назвав сценарий Довженко «гениальным», заметил, что в нём «предвосхищены многие открытия „8 1/2“ Феллини».

## Роли исполняли
| Актёр                 | Роль                                              |
| --------------------- | ------------------------------------------------- |
| Борис Ливанов         | Игнат Максимович Федорченко генерал               |
| Борис Андреев         | Савва Зарудный председатель колхоза               |
| Михаил Царёв          | Аристархов директор стройки                       |
| Михаил Романов        | Писатель                                          |
| Зинаида Кириенко      | Катерина дочь председателя колхоза                |
| Иван Козловский       | Кобзарь                                           |
| Леонид Тарабаринов    | Валерий Голик прораб                              |
| Георгий Ковров        | Максим Тарасович Федорченко                       |
| Мария Виталь          | Антонина                                          |
| Евгений Бондаренко    | Иван Кравчина                                     |
| Валентина Владимирова | Мария Кравчина                                    |
| Евгений Агуров        | Михаил Петрович Греков                            |
| Наталия Наум          | Олеся                                             |
| Антонина Кончакова    | Валя                                              |
| Леонид Пархоменко     | Иван Гуренко                                      |
| Евгений Гуров         | Григорий Львович Шиян                             |
| Кирилл Маринченко     | Корж                                              |
| Нина Сазонова         | Степанида мать погибших на фронте семерых сыновей |
| Сергей Бобров         | секретарь райкома                                 |

## Создатели фильма
- Юлия Солнцева — режиссёр
- Александр Довженко — автор сценария
- Гавриил Егиазаров — оператор
- Гавриил Попов — композитор
- Александр Борисов, Иван Пластинкин — художники
- В. Лагутин — звукооператор
- Е. Мигунов, В. Никитин — художники мультипликации
- Григорий Марьямов — редактор

На съёмках фильма ассистентами работали молодые режиссёры, студенты ВГИКа Кира Муратова и Александр Муратов.

## Награды и фестивали
- Ленинская премия (1959) — Александр Довженко (посмертно)
- Всесоюзный кинофестиваль (1959):
  - особый почётный диплом (Юлия Солнцева)
  - первая премия автору сценария (Александр Довженко)
  - первая премия за исполнение мужской роли (Борис Андреев)
- Лондонский кинофестиваль (1962) — почётный диплом (Юлия Солнцева)